# Season of Mist
Season of Mist – francuska wytwórnia płytowa, mająca również filię w Stanach Zjednoczonych. Season of Mist współpracuje z amerykańską filią EMI Music, która zapewnia dystrybucję wydawnictw wytwórni na terenie Stanów Zjednoczonych.
Nakładem wytwórni ukazały się albumy między innymi takich wykonawców jak: Aborym, Disperse, Arcturus, Cannabis Corpse, Carpathian Forest, Cynic, Eths, Finntroll, Gorgoroth, Mayhem, Morbid Angel, Rotting Christ, Samael, Solefald, The Gathering, The Old Dead Tree, Virus, Within Temptation, czy polski Yattering.